# Costel Coșniță
Costel Coșniță (Galați, 16 de abril de 1943) es un deportista rumano que compitió en piragüismo en la modalidad de aguas tranquilas. Ganó cinco medallas en el Campeonato Mundial de Piragüismo entre los años 1970 y 1975, y dos medallas en el Campeonato Europeo de Piragüismo de 1967.

## Palmarés internacional
| Campeonato Mundial | Campeonato Mundial     | Campeonato Mundial | Campeonato Mundial |
| Año                | Lugar                  | Medalla            | Evento             |
| ------------------ | ---------------------- | ------------------ | ------------------ |
| 1970               | Copenhague (Dinamarca) | Medalla de bronce  | K2 10 000 m        |
| 1971               | Belgrado (Yugoslavia)  | Medalla de bronce  | K2 1000 m          |
| 1971               | Belgrado (Yugoslavia)  | Medalla de oro     | K4 10 000 m        |
| 1973               | Tampere (Finlandia)    | Medalla de bronce  | K4 10 000 m        |
| 1975               | Belgrado (Yugoslavia)  | Medalla de plata   | K4 10 000 m        |
| Campeonato Europeo |                        |                    |                    |
| Año                | Lugar                  | Medalla            | Evento             |
| 1967               | Duisburgo (RFA)        | Medalla de bronce  | K2 500 m           |
| 1967               | Duisburgo (RFA)        | Medalla de plata   | K4 10 000 m        |